# الفندقومية
الفَنْدَقُومِيَّة هي قرية تتبع محافظة جنين، وبالتحديد جنوب مدينة جنين يحدها من الشمال قرية عجة ومن الجنوب قرية برقة التابعة لمدينة نابلس ومن الشرق قرية جبع ومن الغرب سيلة الظهر، وهي من القرى التي احتُلت في حرب 1967. تبعد عن جنين 21 كم وترتفع عن سطح البحر 820 متر. وفقًا للجهاز المركزي للإحصاء الفلسطيني، بلغ عدد سكان البلدة 3,363 نسمة في منتصف عام 2006 و4,265 نسمة بحلول عام 2017.

## التسمية
يعود اسم القرية الفندقومية للغة اليونانية بمعنى الخان أو النزل، وباللغة الفارسية المكان المرتفع. من أهم التسميات لها في العهد الروماني هو "بنتا قوميا"، وهو من أصل يوناني، ومن هذا الاسم أخذت القرية اسمها الحالي وكانت القرية في تلك الفترة مكان استراحة للمسافرين والتجار. أما الاسم الثاني "بنت قو مياس" وتعني القرى الخمس التي كانت تتبع سبسطية في العهد الروماني وتعني الخان أو النزل، ويوجد في القرية خمسة أماكن أثرية تدل على وجود الخمس قرى القديمة. أما اسم "فندق بني أمية" وهي التسمية الأكثر شيوعاً إذ يقال بأنه كان في القرية خان تابع لأحد رجالات الأمويين وكان هذا الخان على طريق القوافل التجارية والمسافرين الذين كانوا يستريحون فيه أثناء مسيرهم.

## تاريخها

### العصور القديمة
تم العثور على قطع فخارية من العصر الهلنستي والعصر الروماني المبكر والمتأخر والعصر البيزنطي. كما يوجد كهف مقدس فوق القرية على الجنوب، وهو على الأرجح كنيسة قديمة منحوتة في الصخر.

### الفترة العصور الوسطى
تم ذكر القرية في المصادر الصليبية عام 1178،باعتبارها مكانًا تم بيعه لفرسان الإسبتارية. كما أشار إليها ياقوت الحموي (1179-1229) بأنها "قرية تابعة لتلال نابلس وتقع بين أرجائها". تم العثور أيضًا على قطع فخارية من العصر الإسلامي المبكر والعصور الوسطى.

### العصر العثماني
في عام 1596 ظهرت الفندقمية في سجلات الضرائب العثمانية على أنها تقع في ناحية جبل سامي، وهي جزء من سنجق نابلس. كان عدد سكانها إحدى عشر أسرة وأعزب واحد، جميعهم مسلمون. كان السكان يدفعون معدل ضريبة ثابت بنسبة 33.3% على المنتجات الزراعية، بما في ذلك القمح والشعير والمحاصيل الصيفية وأشجار الزيتون والماعز وخلايا النحل، بالإضافة إلى الإيرادات العرضية ومعصرة الزيتون أو العنب؛ بإجمالي 11752 آقجة. كما ذكرها الرحالة التركي أوليا جلبي عام 1640.
في عام 1830، أثناء الحملة العسكرية ضد ثورة عائلة جرار من صانور، أشعلت قوات الأمير بشير شهاب النار في القرية. في عام 1838، مر بها إدوارد روبنسون ووصفها بأنها قرية صغيرة، تقع في قضاء الشعراوية الشرقية، شمال نابلس.
قام المستكشف الفرنسي فيكتور جورين بزيارة القرية في عامي 1863 و1870، وقدر عدد سكانها بحوالي 500 نسمة. وصفها بأنها تقع على سفوح تلة عالية. وبفضل المياه الوفيرة، كان المنحدر بأكمله مزروعًا بأشجار الزيتون الجميلة والتين والرمان.
في عام 1882، وصف مسح فلسطين الغربية الذي أجرته مؤسسة أبحاث فلسطين القرية بأنها "قرية صغيرة جدًا على منحدر التل، مع ثلاثة ينابيع إلى الجنوب الغربي، صغيرة ومستنقعية".
قد تم بناء فرع من خط السكة الحديدية العثماني الحجازي إلى دمشق عبر المنطقة، وتم افتتاح محطة قريبة في سبسطية. بعد انهيار الدولة العثمانية، قام السكان المحليون بتفكيك البنية التحتية للسكك الحديدية لاستخدامها بشكل ثانوي في البناء.

### عصر الانتداب البريطاني
في عام 1917، تم الاستيلاء على القرية من قبل قوات الجنرال اللنبي البريطانية من العثمانيين، وبعد ثلاث سنوات تم تعيينها ضمن فلسطين الانتدابية البريطانية. في تعداد فلسطين عام 1922، الذي أجرته سلطات الانتداب البريطاني، بلغ عدد سكان الفندقومية 327 نسمة، جميعهم مسلمون. ارتفع هذا العدد في تعداد عام 1931 إلى 445 نسمة، ما زال جميعهم مسلمين، يعيشون في 101 منزلًا.
في إحصاءات عام 1945 بلغ عدد السكان 630 مسلمًا، ومساحة الأرض 4079 دونمًا، وفقًا لمسح رسمي للأراضي والسكان. تم استخدام 885 دونمًا للمزارع والأراضي القابلة للري، و2737 دونمًا للحبوب، بينما كانت 14 دونمًا من الأراضي المبنية (الحضرية). كما ذكر أن القرية قد أحرقت بالكامل في أوائل القرن العشرين بسبب الحروب.

### العصر الأردني
في أعقاب نكبة عام 1948، وبعد اتفاقيات الهدنة عام 1949، أصبحت الفندقومية تحت الحكم الأردني. وجد تعداد السكان الأردني لعام 1961 أن عدد سكان الفندقومية بلغ 1014 نسمة.

### ما بعد عام 1967
منذ حرب الأيام الستة عام 1967، أصبحت قرية الفندقومية تحت الاحتلال الإسرائيلي، إلى جانب بقية الضفة الغربية. بموجب اتفاقيات أوسلو، تم تصنيف المدينة ضمن المنطقة ب تحت إدارة السلطة الوطنية الفلسطينية.

## القطاع الزراعي
معظم اهالى الفندقومية (وأغلبهم من كبار السن) يعملون في الزراعة ومن أشهر المزروعات فيها، الزيتون والتين والمشمش والحمضيات واللوزيات.